# Lijst van natuurparken in Zwitserland
Hieronder volgt een lijst van natuurparken in Zwitserland. Deze natuurparken mogen niet verward worden met het Zwitsers Nationaal Park, waarin de natuur veel strenger wordt beschermd.
| Naam natuurpark                  | Foto |
| -------------------------------- | ---- |
| Natuurpark Beverin               |      |
| Landschapspark Binntal           |      |
| Regionaal park Chasseral         |      |
| Natuurpark Diemtigtal            |      |
| Parc du Doubs                    |      |
| Parc Ela                         |      |
| Biosfeerreservaat Entlebuch      |      |
| Biosfeerreservaat Val Müstair    |      |
| Natuurpark Gantrisch             |      |
| Natuurpark Gruyère Pays-d'Enhaut |      |
| Natuurpark Jorat                 |      |
| Jurapark Aargau                  |      |
| Natuurpark Jura vaudois          |      |
| Natuurpark Pfyn-Finges           |      |
| Natuurpark Schaffhausen          |      |
| Natuurpark Thal                  |      |
| Natuurpark Vallée du Trient      |      |
| Natuurpark Val Calanca           |      |